# Mejor jugador de África del siglo según la IFFHS

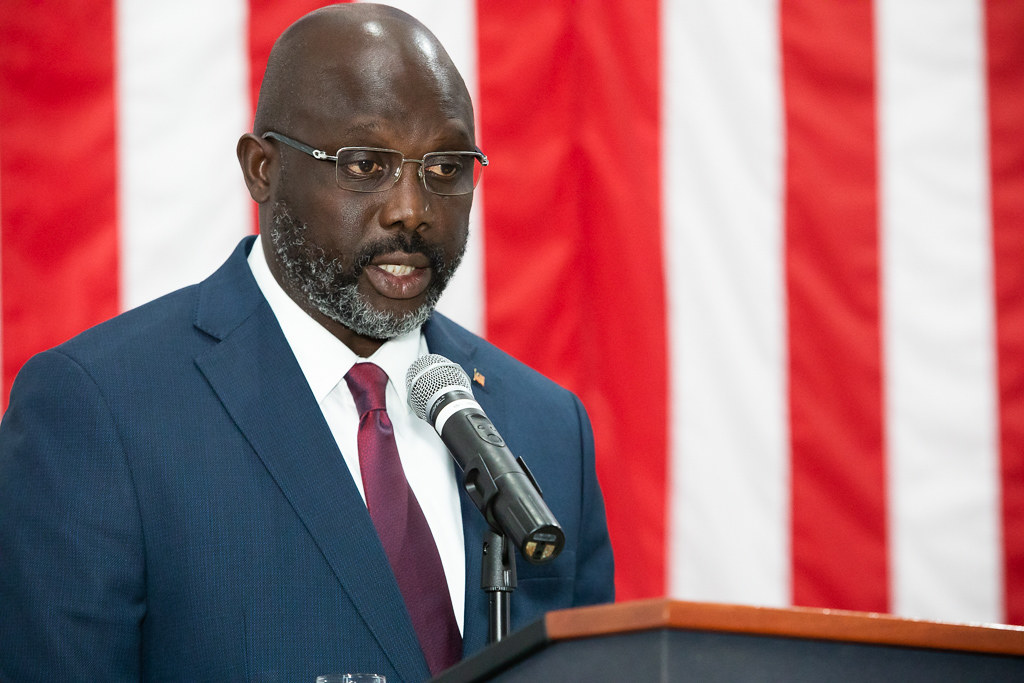
George Weah fue el mejor jugador africano del siglo según la IFFHS.

El mejor jugador de África del siglo fue un premio honorífico otorgado por la Federación Internacional de Historia y Estadística de Fútbol (IFFHS).
El liberiano George Weah fue considerado por la prensa especializada como el mejor jugador de África del siglo.
Weah se mantuvo activo durante hasta la temporada 2002-03. Durante su carrera ganó el balón de Oro 1995 y fue declarado jugador Mundial de la FIFA 1995, siendo el único jugador de fútbol africano en conseguir ambas distinciones. También fue elegido en la lista FIFA 100 y vencedor del futbolista del año en África en 1995.

## Criterio
La votación al mejor jugador africano del siglo XX fue una distinción ideada por la Federación Internacional de Historia y Estadística de Fútbol. Participaron de ella periodistas de todo el mundo, así como también, jugadores profesionales, directores técnicos y personal especializado en fútbol.
El listado contempló futbolistas de todas las nacionalidades de África que fueron seleccionados por sus contribuciones al fútbol a nivel nacional e internacional.

## Ganador
El liberiano George Weah fue designado como el mejor futbolista africano del siglo por la obtención de 95 puntos, seguido del camerunés Roger Milla con 77. El ghanés Abédi Pelé terminó en el podio con 72 puntos. El último clasificado en el Top 10 fue el futbolista Finidi George con 32 puntos.
Entre los diez primeros futbolistas clasificados figuran cuatro cameruneses, dos argelianos, un nigeriano, un ghanés, un marroquí y finalmente el liberiano ganador de la distinción.
Weah recibió el premio en 2000 por parte del dirigente camerunés Issa Hayatou, quien ejercía como vicepresidente de la FIFA. En la ceremonia de premiación, también fueron homenajeados Roger Milla y demás futbolistas africanos.

### Ranking final
| Posición | Nacionalidad | Futbolista          | Puntos |
| -------- | ------------ | ------------------- | ------ |
| 1        | Liberia      | George Weah         | 95     |
| 2        | Camerún      | Roger Milla         | 77     |
| 3        | Ghana        | Abédi Pelé          | 72     |
| 4        | Argelia      | Lakhdar Belloumi    | 56     |
| 5        | Argelia      | Rabah Madjer        | 51     |
| 6        | Camerún      | Théophile Abega     | 39     |
| 7        | Camerún      | Samuel Eto'o        | 38     |
| 8        | Camerún      | François Omam-Biyik | 37     |
| 9        | Marruecos    | Ahmed Faras         | 35     |
| 10       | Nigeria      | Finidi George       | 32     |